# UD Ibiza
Unión Deportiva Ibiza ist ein spanischer Fußballverein aus Ibiza, der Hauptstadt der Balearen-Insel Ibiza. Seit dem Abstieg 2023 spielt der Klub in der Primera Federación.

## Geschichte
UD Ibiza wurde 2015 gegründet und ersetzte den aufgelösten UD Ibiza-Eivissa. Der Verein begann in der Regional Preferente de Ibiza-Formentera. In der Saison 2016/17 stieg UD Ibiza in die Tercera División auf. Nachdem Lorca FC vom Königlich-spanischen Fußballverband aus der Segunda División B ausgeschlossen wurde, übernahm der Verein dessen Platz in der Liga. In der Saison 2019/20 nahm UD Ibiza an der Copa del Rey teil. Nach Siegen gegen Pontevedra CF und Albacete Balompié spiele der Verein in der dritten Hauptrunde gegen den FC Barcelona und verlor nur knapp mit 1:2. In der Saison 2020/21 besiegte UD Ibiza in der zweiten Pokalrunde mit Celta Vigo erstmals eine Mannschaft aus der Primera División mit 5:2. In der nächsten Runde unterlag es Athletic Bilbao knapp mit 1:2 nach Verlängerung. In derselben Saison stieg es nach Siegen in den Aufstiegs-Play-offs gegen UCAM Murcia CF in die Segunda División auf. Zum Abschluss der Saison 22/23 belegt UD Ibiza den 21. (vorletzten) Platz und wird damit die 2. Liga (Segunda Division) verlassen müssen.

## Stadion
Der Verein trägt seine Heimspiele im Palladium Can Misses, auch unter dem Namen Can Misses bekannt, in Ibiza aus. Das Stadion hat ein Fassungsvermögen von 4500 Personen.

## Trainerchronik
Stand: 20. November 2021
| Trainer             | Nation  | von                | bis                |
| ------------------- | ------- | ------------------ | ------------------ |
| David Porras        | Spanien | 23. Januar 2017    | 21. August 2017    |
| Toni Amor           | Spanien | 25. September 2017 | 25. April 2018     |
| Francisco Rufete    | Spanien | 19. April 2018     | 30. Juni 2018      |
| Antonio Méndez      | Spanien | 6. Juli 2018       | 24. September 2018 |
| Andrés Palop        | Spanien | 27. September 2018 | 26. Februar 2019   |
| Pablo Alfaro        | Spanien | 28. Februar 2019   | 31. Juli 2020      |
| Juan Carlos Carcedo | Spanien | 2. August 2020     | heute              |